# 麒麟阁十一功臣
麒麟阁十一功臣是十一位西漢漢宣帝時名臣的总称，后世简称麟阁。
甘露三年（前51年），汉宣帝因匈奴归降，回忆往昔辅佐有功之臣，乃令人画十一名功臣图像于未央宫麒麟阁以示纪念和表扬，后世往往将他们和云台二十八将、凌烟阁二十四功臣并提，有“功成画麟阁”“谁家麟阁上”“画图麒麟阁”等诗句流传，以为人臣荣耀之最。
十一人中霍光为第一，并为了表示尊重，独不写出霍光全名，只尊称为「大司马、大将军、博陆侯，姓霍氏」。其次为张安世、韩增、赵充国、魏相、丙吉、杜延年、刘德、梁丘贺、萧望之、苏武，共十一人。

## 名單
- 大司馬大將軍博陸侯-霍光
- 衞將軍冨平侯-張安世
- 車騎將軍龍頟侯-韓增
- 後將軍營平侯-趙充國
- 丞相高平侯-魏相
- 丞相博陽侯-丙吉
- 御史大夫建平侯-杜延年
- 宗正陽城侯-劉德
- 少府-梁丘賀
- 太子太傅-蕭望之
- 典屬國-蘇武[5]